# Cmentarz przy ul. Brynicy w Katowicach
Cmentarz przy ul. Brynicy w Katowicach – rzymskokatolicki cmentarz parafialny parafii św. Jadwigi Śląskiej, zlokalizowany przy ul. Brynicy, w Katowicach, na terenie dzielnicy Szopienice-Burowiec.
Cmentarz w obecnym miejscu otwarto w latach 70. XIX wieku, na terenie uposażenia plebańskiego, kupionego od żydowskiego kupca Marka Tiemedorfera. Pierwszą osobą pochowaną na cmentarzu była Marianna Mildner. W 1883 roku jego teren powiększono – nowa część została poświęcona w 1885 roku. W 1899 roku wokół cmentarza wzniesiono nowy mur, a w latach 1922–1923 kolejny raz go powiększono – wówczas też wytoczono alejki z drzewami, a teren podzielono na poszczególne kwatery.
Na terenie cmentarza istnieje niewielka mogiła powstańcza powstańców śląskich i poległych w czasie II wojny światowej oraz mogiły kombatantów. Po lewej stronie od wejścia mieści się grób zbiorowy dwóch nauczycielek: Franciszki Mokrzyckiej oraz Józefy Kantor – harcmistrzyni, drużynowej Konspiracyjnej Drużyny „Mury” w KL Ravensbrück.
Na cmentarzu spoczywają m.in.: ks. Konrad Ściborski (pierwszy proboszcz parafii w Szopienicach), ks. major Karol Woźniak (powstaniec śląski), Józef i Jadwiga Daniel (uczestnicy powstań śląskich) i W. Pełka. Obecnie cmentarz zajmuje powierzchnię 3,957 ha.